# Unión de Mujeres Americanas
Unión de Mujeres Americanas (UMA) es una organización fundada en 1934 por Margarita Robles de Mendoza, una mexicana que era sufragista y activista por los derechos de la mujer. 

## Objetivos
El propósito de la organización era desarrollar lazos entre las mujeres de la región para luchar por los derechos cívicos y políticos de las mujeres en el continente americano y mejorar su situación social y económica. 

## Sedes
Robles de Mendoza fue la primera presidenta y estuvo acompañada de una junta internacional que inicialmente contó con representantes de Cuba, República Dominicana, Perú y Venezuela. La sede de la organización estaba en la ciudad de Nueva York, pero había sucursales en casi todos los países del hemisferio occidental.

## Antecedentes
En las décadas de 1930 y 1940, gran parte del trabajo de la organización se dirigió a conseguir el derecho al voto, en el sentido más amplio de la palabra, pero todavía más específicamente, como en el caso de Nicaragua, hacia la consecución de los derechos de las mujeres, una propuesta liderada por la educadora Josefa Toledo de Aguirre y por la llamada «Primera Dama del Liberalismo», Angélica Balladares de Arguello, ambas luego nombradas por la UMA como «Mujeres de Nicaragua y de las Américas». Con el paso del tiempo, la organización también apuntó hacia temas más generales relacionados con las mujeres. Como en el caso de la Comisión Interamericana de Mujeres (CIM), se interesó en las desigualdades en el estatus legal de las mujeres, como lo demostró su apoyo a un proyecto del CIM de 1937, que tenía el objetivo de aclarar la situación jurídica de las mujeres casadas y los hijos ilegítimos. En Puerto Rico la organización tenía lazos con las organizaciones pacifistas y trabajaba también por la igualdad racial y contra los grupos supremacistas blancos. Mientras que en lugares como Tlaxcala, México; Puebla, México; y Venezuela, mujeres como Elvira Trueba y Paulina Ana María Zapata Portillo estaban trabajando para conseguir beneficios socioeconómicos para las mujeres, así como para obtener ganancias políticas.
En la actualidad la organización trabaja bajo la dirección del CIM, pero obtiene su financiamiento de las cuotas de sus miembros y tiene su propio consejo de administración compuesto por el presidente, cuatro vicepresidentes, un tesorero y tres secretarios (uno para la documentación, otro para asuntos internos y el otro para asuntos externos).